# 🍰
🍰 is een teken uit de Unicode-karakterset dat een stukje
cake voorstelt. Deze emoji is in 2010 geïntroduceerd met de Unicode 6.0-standaard.

## Betekenis

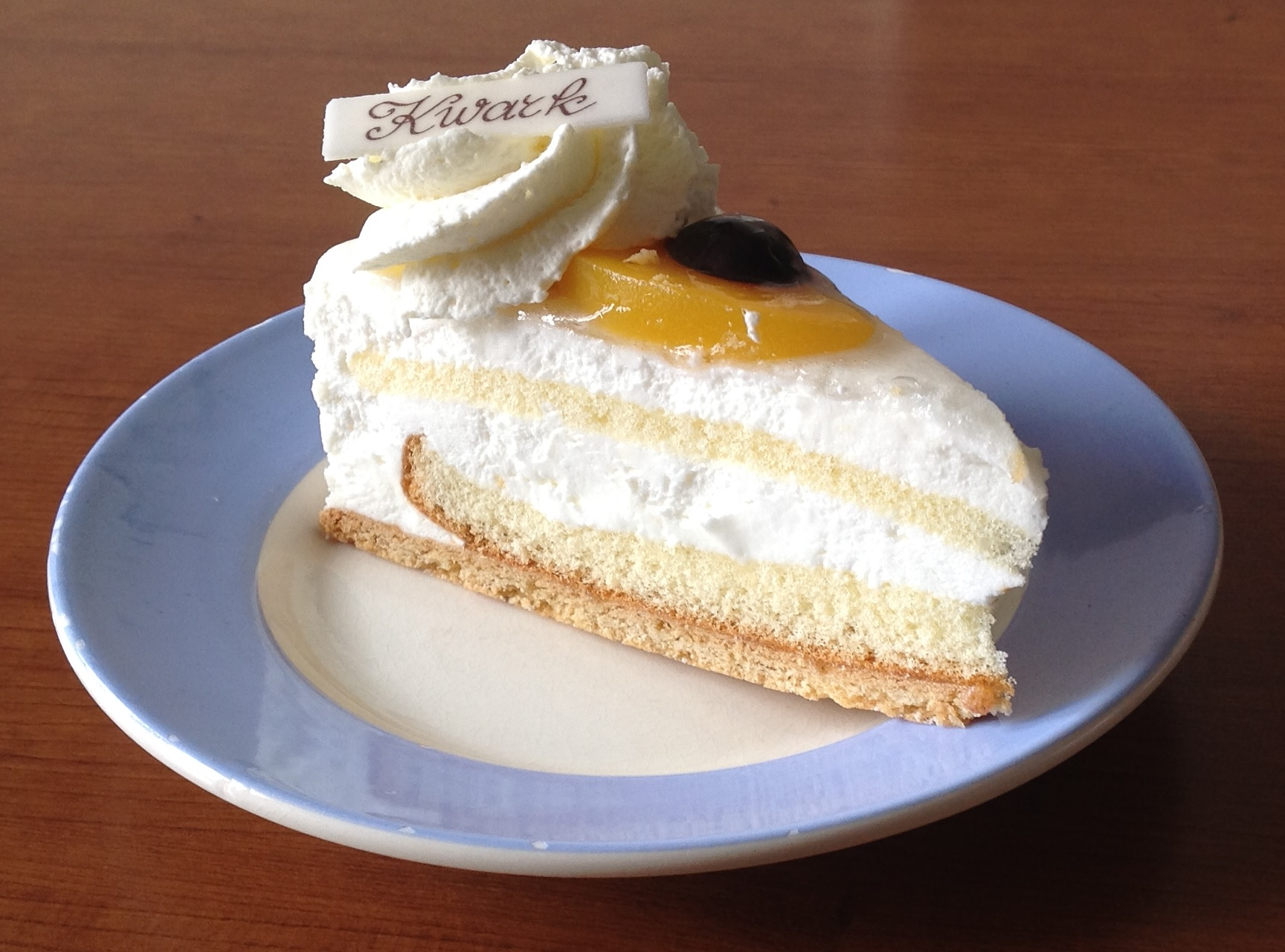
Nederlands taartje

In Nederland wordt deze emoji ook wel bij verjaardagen gebruikt.

## Codering

De Twemoji implementatie

### Unicode
In Unicode vindt men de 🍰 onder de code U+1F370  (hex).

### HTML
In HTML kan men in hex de volgende code gebruiken: &#x1F370;

### Shortcode
In software die shortcode ondersteunt zoals Slack en GitHub kan het karakter worden opgeroepen met de code :cake:.

### Unicode-annotatie
De Unicode-annotatie voor toepassingen in het Nederlands (bijvoorbeeld een Nederlandstalig smartphonetoetsenbord) is cake. De emoji is ook te vinden met de sleutelwoorden dessert, gebak plak, taart en zoet.